# 23 février aux Jeux olympiques d'hiver de 2018
Pour un article plus général, voir Jeux olympiques d'hiver de 2018.
Le vendredi 23 février aux Jeux olympiques d'hiver de 2018 est le seizième jour de compétition et le quatorzième jour avec des médailles décernées.  

## Programme
| Heure UTC+9 (Pyeongchang)                     |               |
| bleu                                          | Cérémonie     |
| neutre                                        | Épreuve       |
| or                                            | Finale        |
| orange                                        | Petite finale |
| rose                                          | Reporté       |
| gris                                          | Annulé        |
| Compétition masculine                         | Hommes        |
| Compétition féminine                          | Femmes        |
| Compétition mixte (hommes et femmes mélangés) | Mixte         |
| Compétition en couple (1 homme et 1 femme)    | Couple        |
| modifier                                      |               |

| Horaire | Discipline Spécialité | Discipline Spécialité             | Discipline Spécialité | Phase          | Résultats                                              | Références                 |
| ------- | --------------------- | --------------------------------- | --------------------- | -------------- | ------------------------------------------------------ | -------------------------- |
| 09 h 30 |                       | Snowboard Big air                 | Compétition femmes    | Reporté        | -                                                      | Avancé au jeudi 22 février |
| 10 h 00 |                       | Patinage artistique Individuel    | Compétition femmes    | Finale         | Alina Zagitova · Ievguenia Medvedeva · Kaetlyn Osmond  | -                          |
| 11 h 00 |                       | Ski alpin Combiné                 | Compétition femmes    | Reporté        | -                                                      | Avancé au jeudi 22 février |
| 11 h 30 |                       | Ski acrobatique Cross             | Compétition femmes    | Qualifications | -                                                      | -                          |
| 13 h 15 |                       | Ski acrobatique Cross             | Compétition femmes    | Finale         | Kelsey Serwa · Brittany Phelan · Fanny Smith           | -                          |
| 15 h 35 |                       | Curling Tournoi masculin          | Compétition hommes    | Petite finale  | 7-5                                                    | -                          |
| 16 h 40 |                       | Hockey sur glace Tournoi masculin | Compétition hommes    | Demi-finale    | 0-3                                                    | -                          |
| 19 h 00 |                       | Patinage de vitesse 1 000 m       | Compétition hommes    | Finale         | Kjeld Nuis · Håvard Holmefjord Lorentzen · Kim Tae-yun | -                          |
| 20 h 05 |                       | Curling Tournoi féminin           | Compétition femmes    | Demi-finale    | 8-7                                                    | -                          |
| 20 h 05 |                       | Curling Tournoi féminin           | Compétition femmes    | Demi-finale    | 10-5                                                   | -                          |
| 20 h 15 |                       | Biathlon Relais sur 4 × 7,5 km    | Compétition hommes    | Finale         | Suède · Norvège · Allemagne                            | -                          |
| 21 h 10 |                       | Hockey sur glace Tournoi masculin | Compétition hommes    | Demi-finale    | 3-4                                                    | -                          |

## Tableau des médailles provisoire
- Pays organisateur (Corée du Sud)

| Rang  | Nation                        | Or                             | Argent                                                                  | Bronze                                                                    | Total |
| ----- | ----------------------------- | ------------------------------ | ----------------------------------------------------------------------- | ------------------------------------------------------------------------- | ----- |
| 1     | Canada                        | Médaille d'or, Jeux olympiques | Médaille d'argent, Jeux olympiques                                      | Médaille de bronze, Jeux olympiques                                       | 3     |
| 2     | Athlètes olympiques de Russie | Médaille d'or, Jeux olympiques | Médaille d'argent, Jeux olympiques                                      |                                                                           | 2     |
| 3     | Pays-Bas                      | Médaille d'or, Jeux olympiques |                                                                         |                                                                           | 1     |
| 3     | Suède                         | Médaille d'or, Jeux olympiques |                                                                         |                                                                           | 1     |
| 5     | Norvège                       |                                | Médaille d'argent, Jeux olympiques · Médaille d'argent, Jeux olympiques |                                                                           | 2     |
| 6     | Suisse                        |                                |                                                                         | Médaille de bronze, Jeux olympiques · Médaille de bronze, Jeux olympiques | 2     |
| 7     | Corée du Sud                  |                                |                                                                         | Médaille de bronze, Jeux olympiques                                       | 1     |
| 7     | Allemagne                     |                                |                                                                         | Médaille de bronze, Jeux olympiques                                       | 1     |
| Total | Total                         | 4                              | 4                                                                       | 5                                                                         | 13    |

| Rang  | Nation                        | Or | Argent | Bronze | Total |
| ----- | ----------------------------- | -- | ------ | ------ | ----- |
| 1     | Norvège                       | 13 | 15     | 10     | 38    |
| 2     | Allemagne                     | 13 | 7      | 6      | 26    |
| 3     | Canada                        | 10 | 8      | 9      | 27    |
| 4     | États-Unis                    | 8  | 7      | 6      | 21    |
| 5     | Pays-Bas                      | 8  | 6      | 4      | 18    |
| 6     | Suède                         | 6  | 5      | 0      | 11    |
| 7     | France                        | 5  | 4      | 6      | 15    |
| 8     | Autriche                      | 5  | 2      | 6      | 13    |
| 9     | Corée du Sud                  | 4  | 4      | 4      | 12    |
| 10    | Suisse                        | 3  | 6      | 4      | 13    |
| 11    | Japon                         | 3  | 5      | 3      | 11    |
| 12    | Italie                        | 3  | 2      | 5      | 10    |
| 13    | Biélorussie                   | 2  | 1      | 0      | 3     |
| 14    | Chine                         | 1  | 6      | 2      | 9     |
| 15    | Athlètes olympiques de Russie | 1  | 5      | 8      | 14    |
| 16    | République tchèque            | 1  | 2      | 3      | 6     |
| 17    | Slovaquie                     | 1  | 2      | 0      | 3     |
| 18    | Grande-Bretagne               | 1  | 0      | 3      | 4     |
| 19    | Pologne                       | 1  | 0      | 1      | 2     |
| 20    | Ukraine                       | 1  | 0      | 0      | 1     |
| 20    | Hongrie                       | 1  | 0      | 0      | 1     |
| 22    | Australie                     | 0  | 2      | 1      | 3     |
| 23    | Slovénie                      | 0  | 1      | 0      | 1     |
| 24    | Finlande                      | 0  | 0      | 4      | 4     |
| 25    | Espagne                       | 0  | 0      | 2      | 2     |
| 25    | Nouvelle-Zélande              | 0  | 0      | 2      | 2     |
| 27    | Kazakhstan                    | 0  | 0      | 1      | 1     |
| 27    | Lettonie                      | 0  | 0      | 1      | 1     |
| 27    | Liechtenstein                 | 0  | 0      | 1      | 1     |
| Total | Total                         | 89 | 87     | 90     | 263   |